# Forest (Belgio)
Forest (in olandese Vorst) è un comune belga di 48 284 abitanti, situato nella Regione di Bruxelles-Capitale.
Vi è situata la nota arena polifunzionale Forest National. La città ospita anche un importante carcere, una fabbrica Audi e un deposito ferroviario che ospita la flotta belga di treni Eurostar.

## Origini del nome
I primi abitanti diedero al loro villaggio il nome di Vorst, probabilmente basato sul termine olandese antico Vorstbosch, che significa "foresta" (bosch) del "principe" (vorst). Questo probabilmente trova la sua origine nel nome latino forestem silvam, che significa "foresta privata". Questo spiega anche perché la traduzione francese differisce dal nome originale fiammingo; mentre gli altri 18 comuni della regione di Bruxelles-Capitale hanno mantenuto il nome fonetico fiammingo nella loro traduzione francese, Vorst è stato tradotto in Foresta, probabilmente sulla base del latino forestem silvam.

## Storia

### Origini franche e periodo medievale
Le prime case costruite in questa zona boschiva lungo il Geleysbeek, un affluente del fiume Senne, risalgono al VII secolo. La prima chiesa del villaggio fu dedicata a San Dionigi l'Areopagita. Anche la leggenda di Sant'Alena, una giovane convertita al cristianesimo calcedoniano uccisa dalle truppe del padre per aver ascoltato la messa nella chiesa di San Dionigi, risale al VII secolo. La cappella e il culto di Sant'Alena, tuttavia, risalgono solo al XII secolo. Il cenotafio della santa, uno dei rari esempi di scultura del XII secolo in Belgio, può essere ammirato ancora oggi nella cappella. La contigua chiesa di San Denis (Dionigi) fu ricostruita in stile romanico all'incirca nello stesso periodo. Gli abati di Affligem, che erano i proprietari ecclesiastici della parrocchia da quando il vescovo di Cambrai l'aveva ceduta loro nel 1105, decisero di costruire un priorato femminile a Forest: l'Abbazia di Forest. La prima badessa del priorato di Forest fu nominata nel 1239. Sempre nel XIII secolo, la chiesa romanica di Saint Denis fu ricostruita nel più recente stile gotico. La vicina chiesa abbaziale fu ricostruita nel XV secolo.

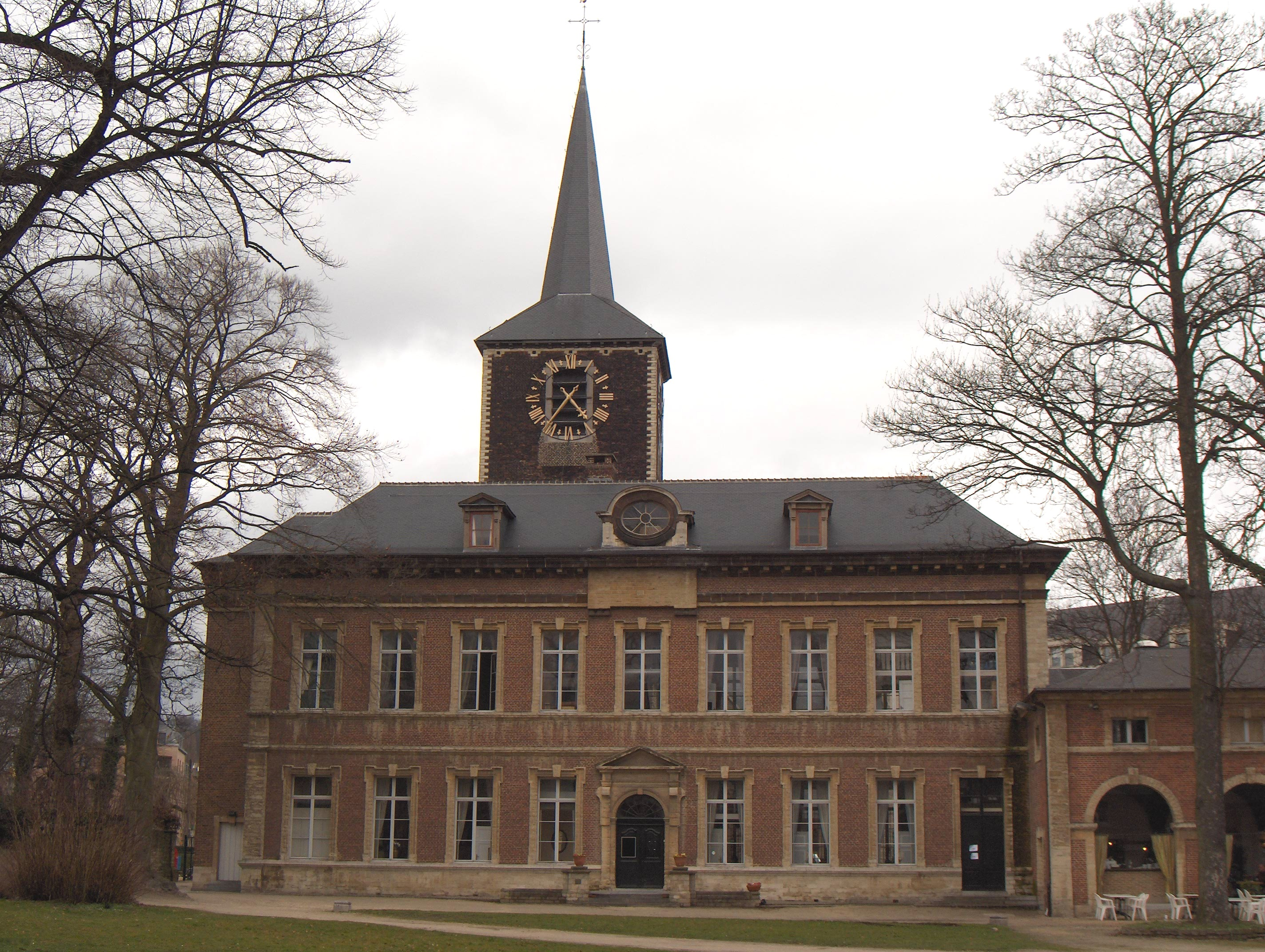
Abbazia di Forest.

### Dal XVII secolo a oggi
Durante il periodo dei Paesi Bassi austriaci, in particolare durante i regni degli arciduchi Alberto e Isabella, Forest prosperò grazie all'abbazia. Il 26 marzo 1764, tuttavia, un devastante incendio rovinò alcuni edifici e distrusse molte opere d'arte. Tre decenni dopo, negli anni successivi alla Rivoluzione francese, la comunità religiosa fu sciolta, le suore costrette a fuggire e gli edifici venduti. Nel 1964 il comune acquistò l'abbazia e procedette al suo restauro per riportarla al suo antico splendore.

## Monumenti e luoghi d'interesse

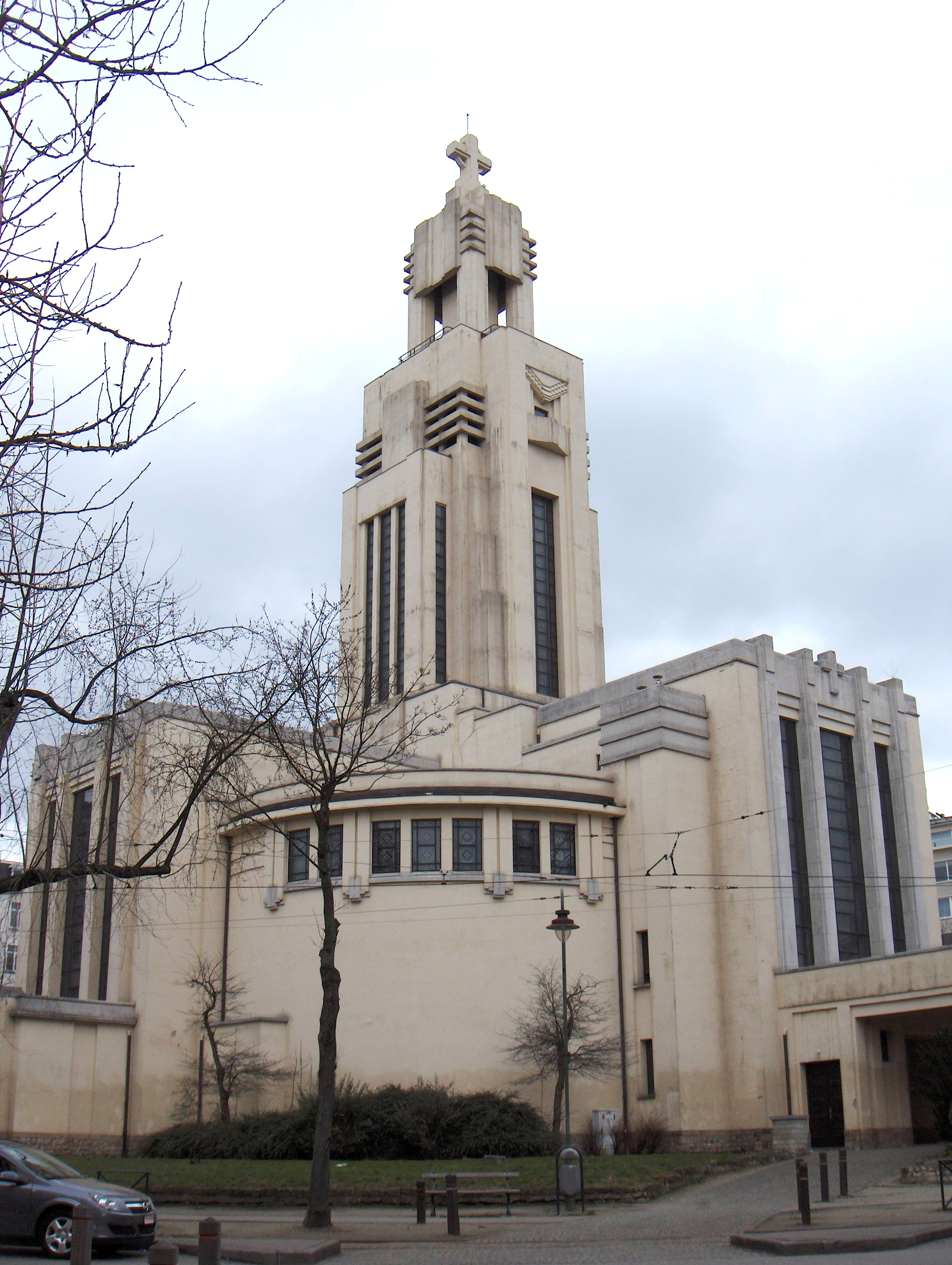
Chiesa di Sant'Agostino.

- La Chiesa di San Denis e l'adiacente Cappella di Sant'Alena ospitano esemplari unici di scultura romanica.
- La vicina abbazia benedettina, oggi sede di un centro culturale
- Il Municipio in stile Art déco, costruito nel 1925 e inaugurato nel 1938, si trova vicino al centro storico.[3]
- La Chiesa di Sant'Agostino in Place de l'Altitude Cent/Hoogte Honderdplein (una piazza così chiamata per la sua altitudine di cento metri sul livello del mare), anch'essa in stile Art déco.
- Il centro d'arte contemporanea Wiels, ospitato nell'antica fabbrica di birra Wielemans-Ceuppens. Nei pressi di questo centro è presente il lago antropogenico Marais Wiels, gemellato dal 2022 con il lago ex SNIA - Viscosa di Roma.[4][5]
- La Villa Beau-Site e la Casa Nelissen, esempi di Art Nouveau a Bruxelles.
- Il comune mantiene diverse aree verdi, tra cui il Parco Duden e il Parco Forest/Vorst.

## Infrastrutture e trasporti
Forest è servita dalla stazione di Forest-Est e da quella di Forest-Midi, situate rispettivamente sulle linee S1 e S2 del servizio ferroviario suburbano di Bruxelles, da numerose linee di autobus e dalle linee tranviarie 4, 18, 82 e 97.